# La moda proibita - Roberto Capucci e il futuro dell'alta moda
La moda proibita - Roberto Capucci e il futuro dell'alta moda è un film documentario del 2019 diretto da Ottavio Rosati.
(Anna Fendi)

## Trama
Il primo documentario italiano sull'alta moda italiana racconta la storia di Roberto Capucci (Roma 1930) "lo scultore della seta" che debutta a 18 anni, a Firenze nel 1951 grazie al marchese Giovanni Battista Giorgini che, con un trucco, riuscì a imporlo nonostante la proibizione delle Sorelle Fontana e di Emilio Schuberth, Carosa, Alberto Fabiani, Simonetta, Jole Veneziani e Germana Marucelli. Il ragazzo per bene della borghesia romana divenne il sarto più eccentrico dell'aristocrazia romana e della "Hollywood sul Tevere" ma pure di Rita Levi Montalcini che nel 1986 ritirò il Nobel indossando un suo vestito di gala con la coda. Negli anni Ottanta Capucci, dopo decine di collezioni di successo internazionale, smette di sfilare ed esce dal sistema commerciale della moda per esporre le sue creazioni solo nei musei di tutto il mondo, con la protezione del Ministero dei beni culturali. Il film presenta le riprese inedite della mostra del 1996 al Teatro Farnese di Parma e l'animazione dei personaggi immaginari di Capucci, esposti nel 2018 agli Uffizi di Firenze. Tra i testimonial: Anna Fendi, Rajna Kabaivanska, Pier Luigi Luisi, Sidival Fila, Eike Schmidt, la principessa Maria Pace Odescalchi, Sylvia Ferino che accosta le creazioni di Capucci ai quadri di Arcimboldo, Adriana Mulassano che contrappone il suo genio a quello di Chanel e Armani. Capucci racconta l'incontro felice con la Mangano e Pasolini e quello fallito con la Magnani e spiega il suo rifiuto del prêt-à-porter e della lotta commerciale, davanti agli studenti che lo interrogano sul futuro dell'Alta Moda. Ottavio Rosati descrive con Claudio Widman l'opera di Capucci in chiave junghiana, sotto il segno, oggi in declino, degli archetipi di Apollo e Afrodite, in controtendenza al carattere maudit e imprenditoriale di molti stilisti contemporanei.

## Oceano abito capolavoro

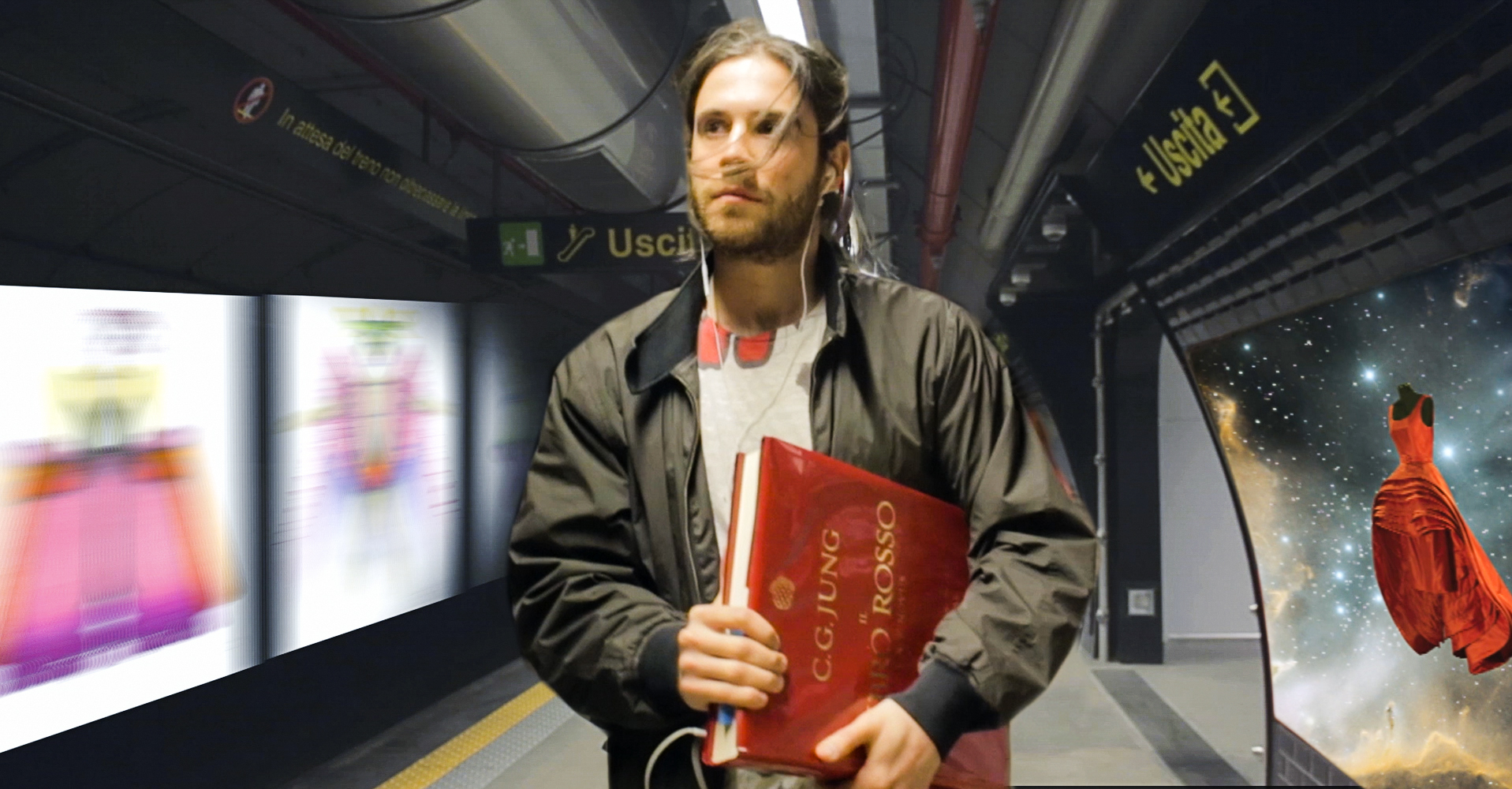
Nick Rizzini nella scena sul Libro Rosso

Nel film ricorre l’opera Oceano che il Ministero italiano degli Affari Esteri commissiona a Capucci nel 1998 per l’Expo di Lisbona come incontro di arte ed ecologia per la salvaguardia dei mari nel futuro. 
L’abito è composto da duemila piccole strisce di tessuto plissettato a vapore e cotto in microfornaci in 172 sfumature di azzurro e blu dal profondo fino ad arrivare al trasparente. Ha richiesto il lavoro di cinque sarte che hanno lavorato per sei mesi. Al colore azzurro di Oceano, Rosati contrappone la storia vera di una ragazza che vorrebbe sposarsi indossando un abito di Capucci. Ma poi sogna di essere uno studente gay di psicologia che porta in metro il Libro Rosso di Jung dove ha trovato un Maṇḍala identico a un disegno di Capucci.

## Produzione
Plays inizialmente gira il film in 3D per evidenziare il carattere architettonico delle creazioni di Capucci, a partire dal corto Le code le ali (2013) per la mostra Alla Ricerca della regalità alla Venaria Reale di Torino. La troupe raccoglie 30 ore di interviste seguendo Capucci nel mondo per mostre e incontri con i giovani. A metà percorso il lavoro si ferma perché Capucci cede il brand del prêt-à-porter a un'imprenditrice romana con cui entrerà presto in conflitto.
Intanto i cinquecento abiti dell’archivio traslocano dal museo di Palazzo Bardini (Firenze) a Villa Manin di Passariano (Gorizia). La durata del lavoro, che documenta questi cambiamenti, sale così a sette anni. Plays salva il progetto grazie all'ingresso di Elda Ferri (Jean Vigo Italia) e dell'Istituto Luce.

## Distribuzione
Silvia Fendi presenta il film alla sala Fellini per l'apertura di Alta Roma 2018 ma, nonostante la presenza di Milena Canonero (4 Oscar per i costumi), Capucci non si presenta perché non tollera una mostra limitrofa di AltaRoma sui costumi di Raffaella Carrà. Il regista reagisce all'incidente improvvisando uno psicodramma sulla fiaba del sartorello ammazzasette dei Grimm e annuncia con Elda Ferri un film comico sul rapporto tra il Maestro e i ragazzi della troupe. Roberto Cicutto e Ottavio Rosati organizzano l'anteprima mondiale dell'edizione definitiva, nel 2019 all'Ara Pacis dove nel 2007 era avvenuta la retrospettiva su Valentino e dove Capucci riceve una standing ovation. Dopo la proiezione al Centro Campari di Milano su otto schermi affiancati, La moda proibita debutta all'estero grazie agli Istituti italiani di cultura di Sophia, Bratislava e Zurigo ma, con lo scoppio della pandemia, Capucci, novantenne, declina altre presentazioni in Austria, America e Canada. Cicutto presenta il DVD dell'istituto Luce nel giugno 2019 e Sky Arte acquista i diritti televisivi per l'Italia: prima trasmissione 4 ottobre 2020.

## Note

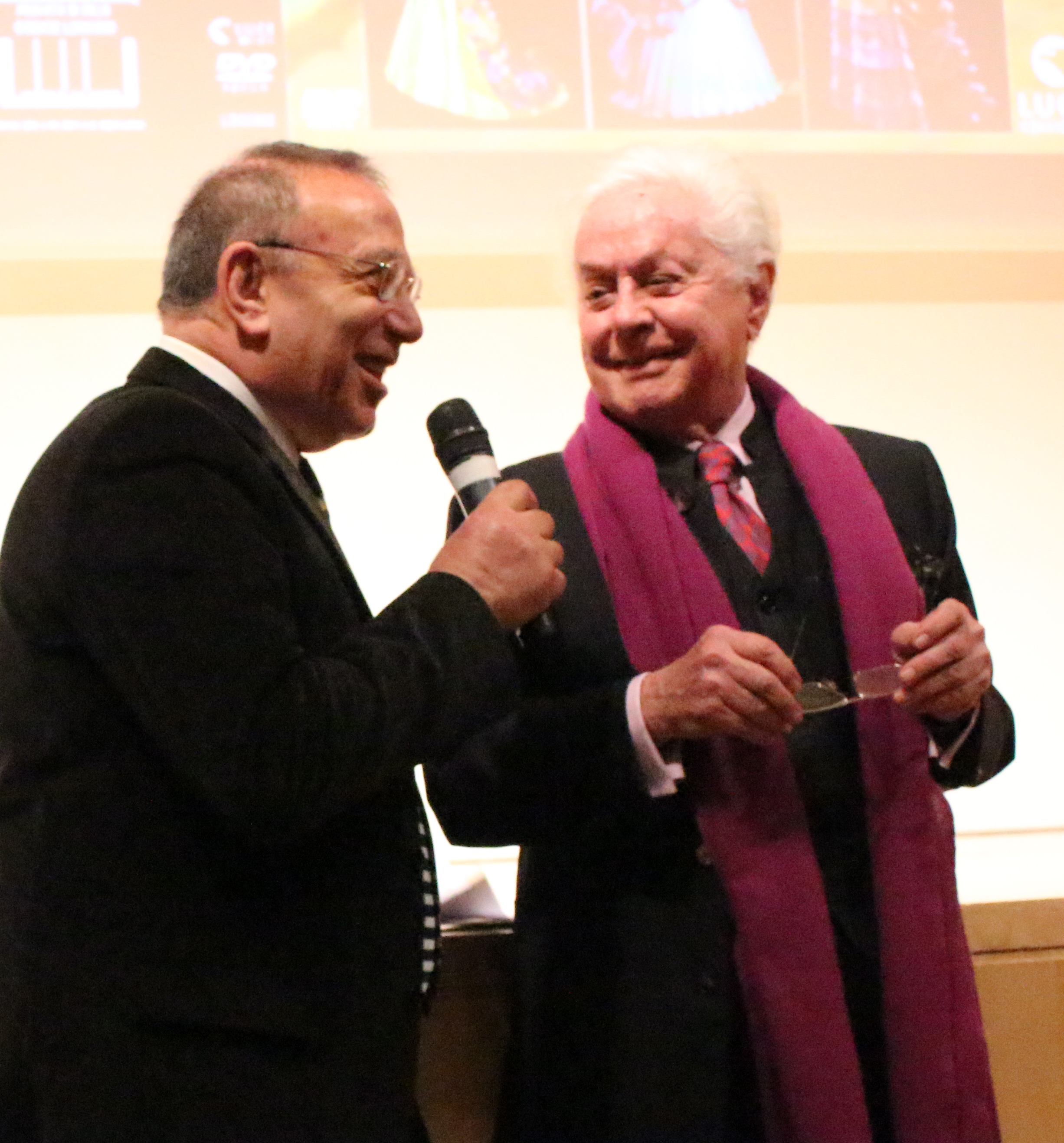
Rosati con Roberto Capucci all'anteprima mondiale all'Ara Pacis di Roma